# Reisadalen
Das Reisadalen (oder Reisadal oder deutsch Reisatal) ist ein Tal in der Gemeinde Nordreisa im Norden von Troms in Norwegen. Das Tal beginnt am innersten Teil des Reisafjords und führt in südöstlicher Richtung zum südwestlichsten Teil der Finnmarksvidda. Im Tal verläuft der Fluss Reisaelva (deutsch Reisa), nach dem das Tal benannt ist.
Im unteren Teil ist das Tal breit und offen mit großen Landwirtschaftsgebieten, mit Heidekraut bestandenen Flächen (norwegisch lyngmoer), großen Flächen mit Birken- und Kiefernwäldern. Ab dem Ort Bilto bis zum Wasserfall Imofossen hat das Tal im mittleren Teil den Charakter einer schmalen Schlucht mit sehr steilen (norwegisch stupbratte) Hängen. Vom Osten stürzt der 269 m hohe Wasserfall Mollisfossen ins Tal hinab. Im mittleren und oberen Teil des Reisadalen liegt der Reisa-Nationalpark.
Die E6 kreuzt den unteren Teil des Tals im Hauptort Storslett. Die N865 (norwegisch Riksvei 865) folgt dem Tal von Storslett bis hinauf nach Bilto.

## Bilder

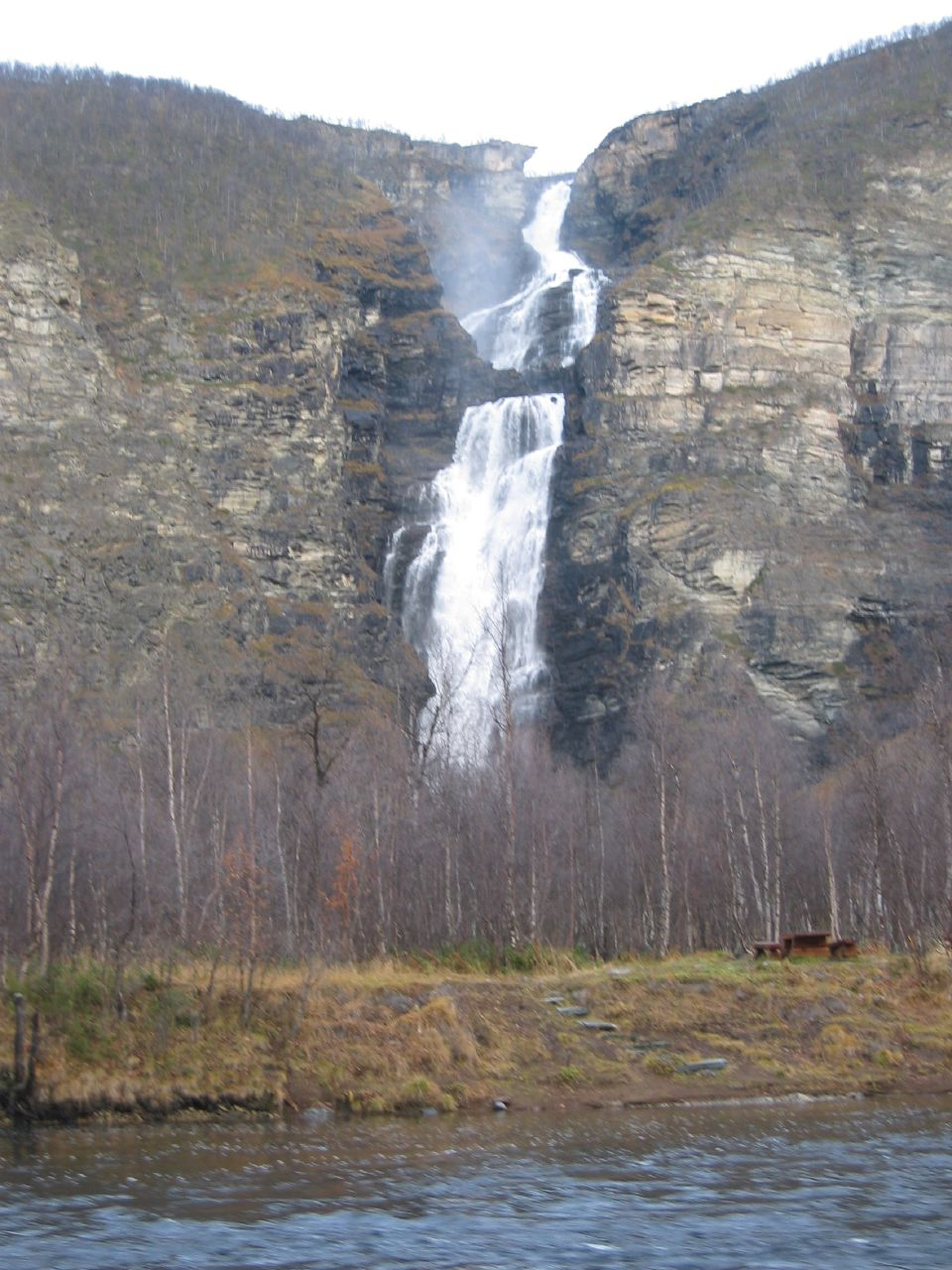
Der Mollisfossen
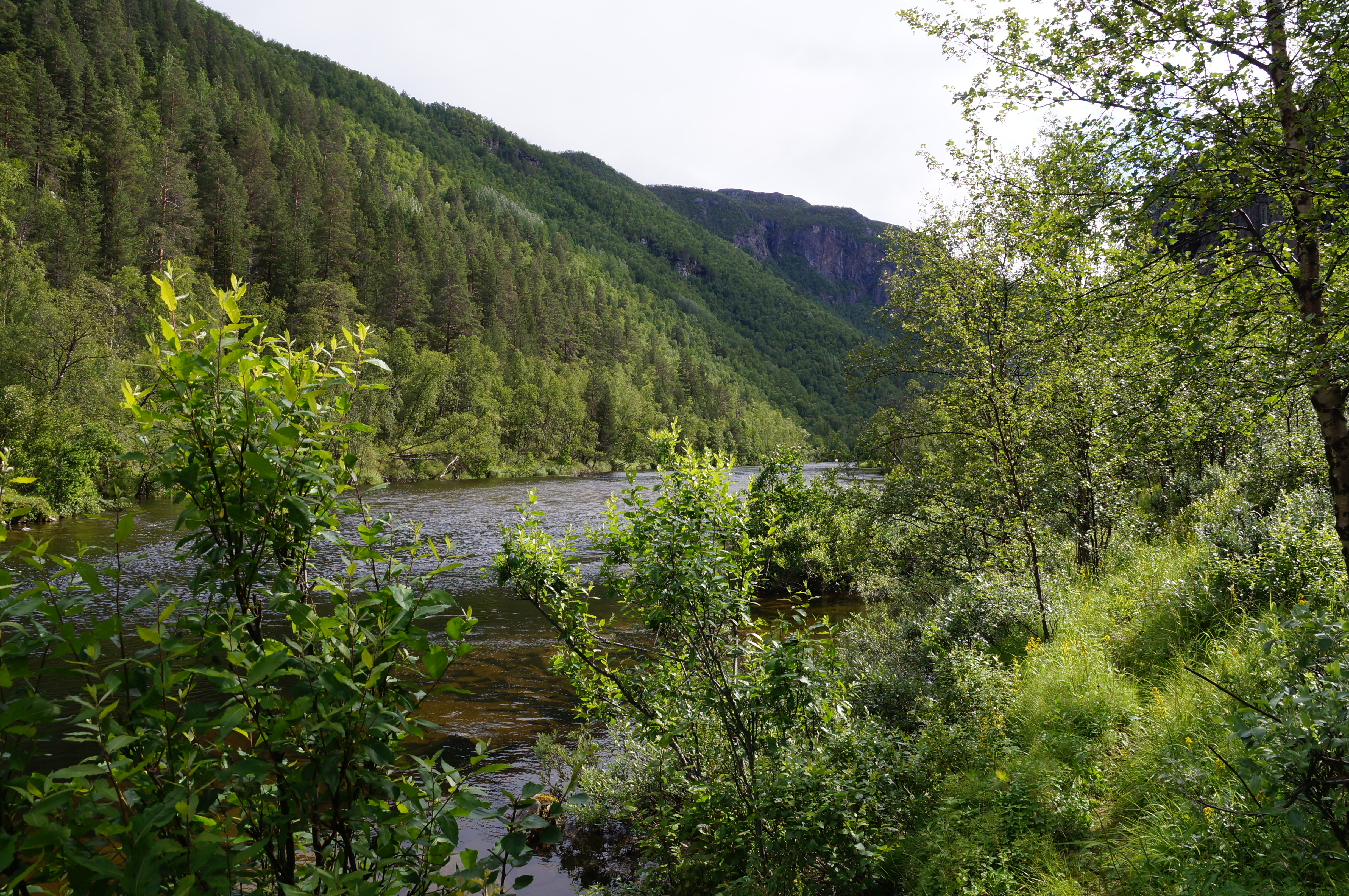
Dichter Bewuchs im mittleren Reisadalen
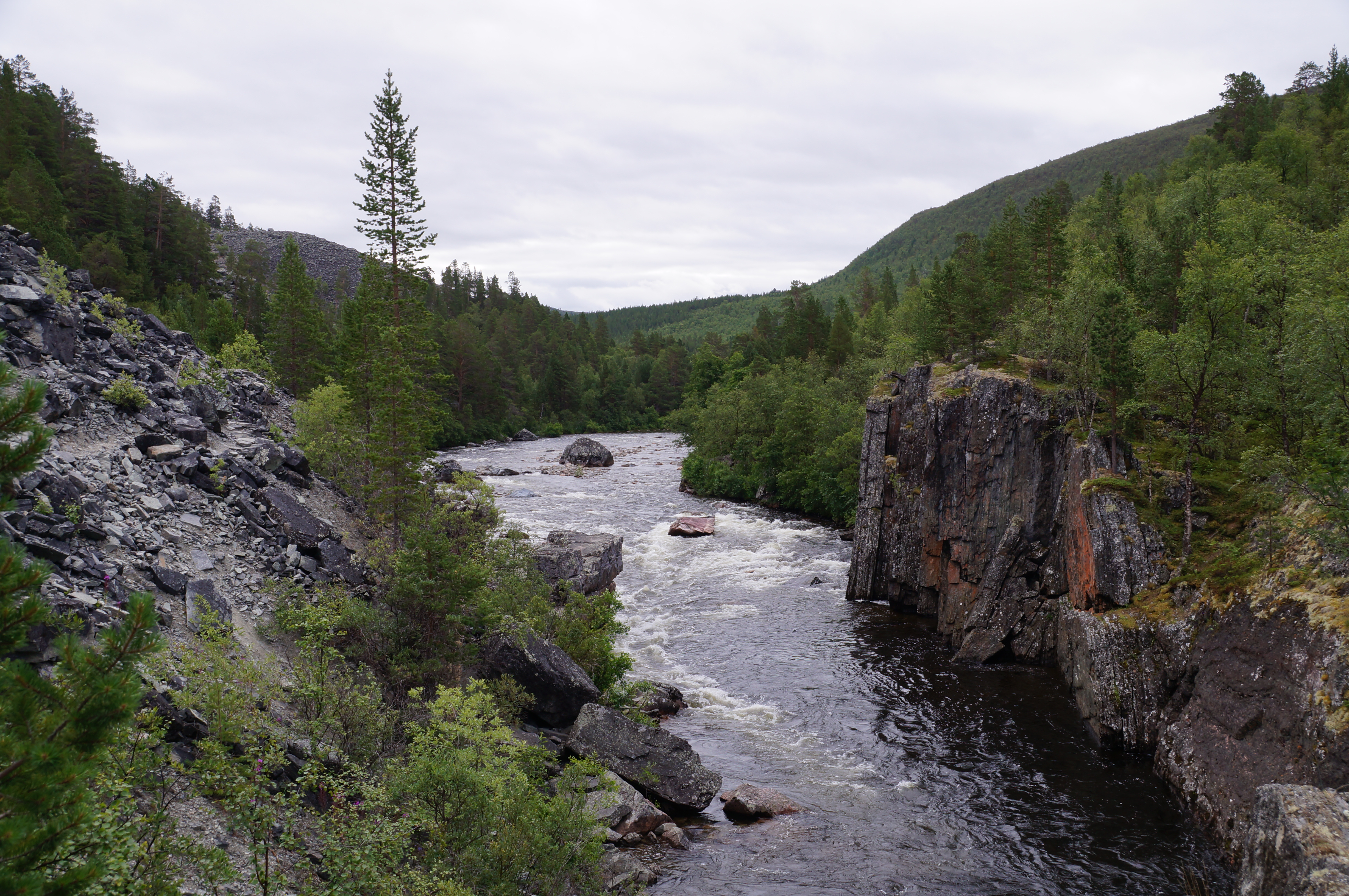
Im mittleren Bereich des Tals
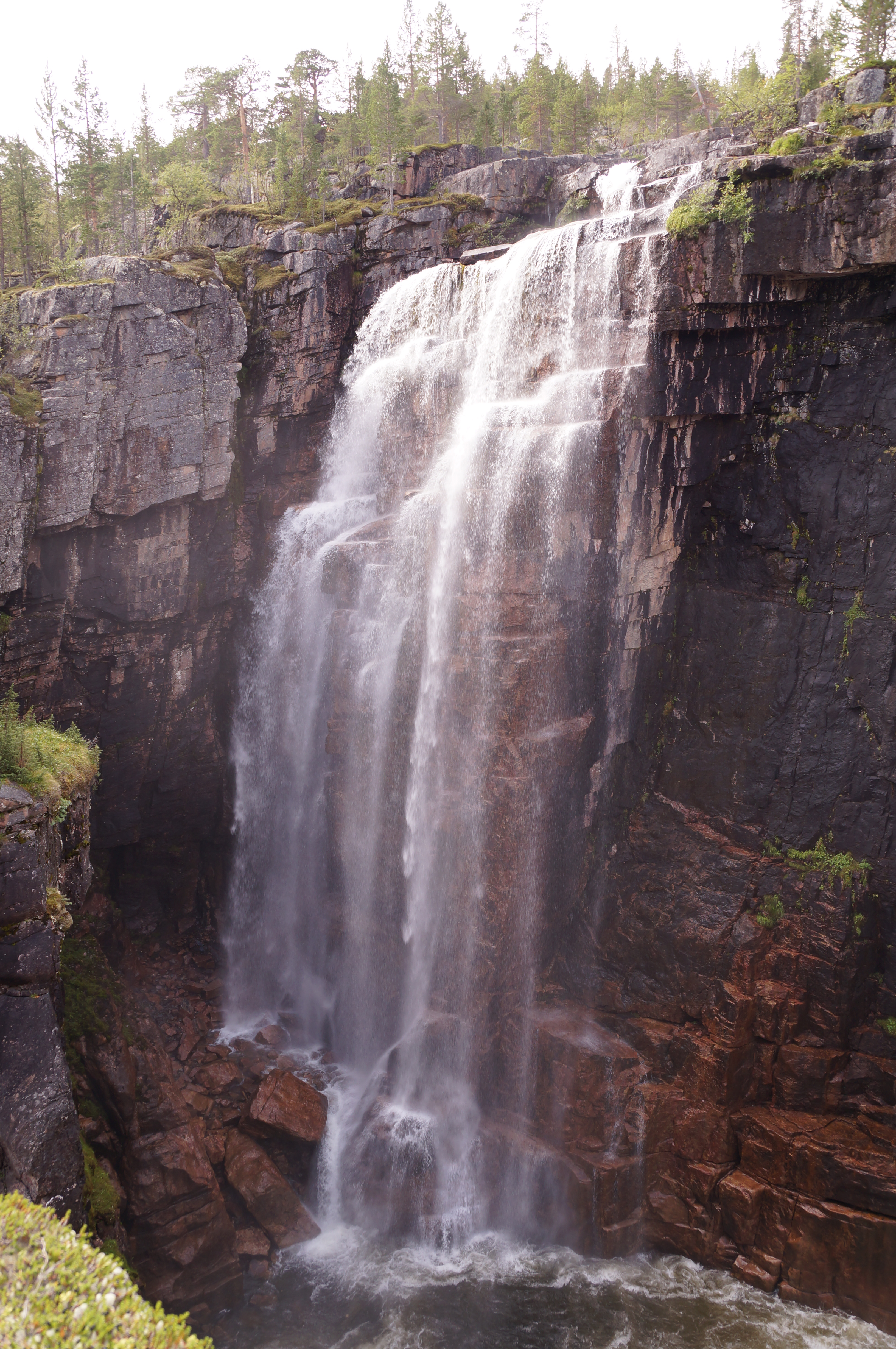
Der Imofossen im oberen Reisadalen
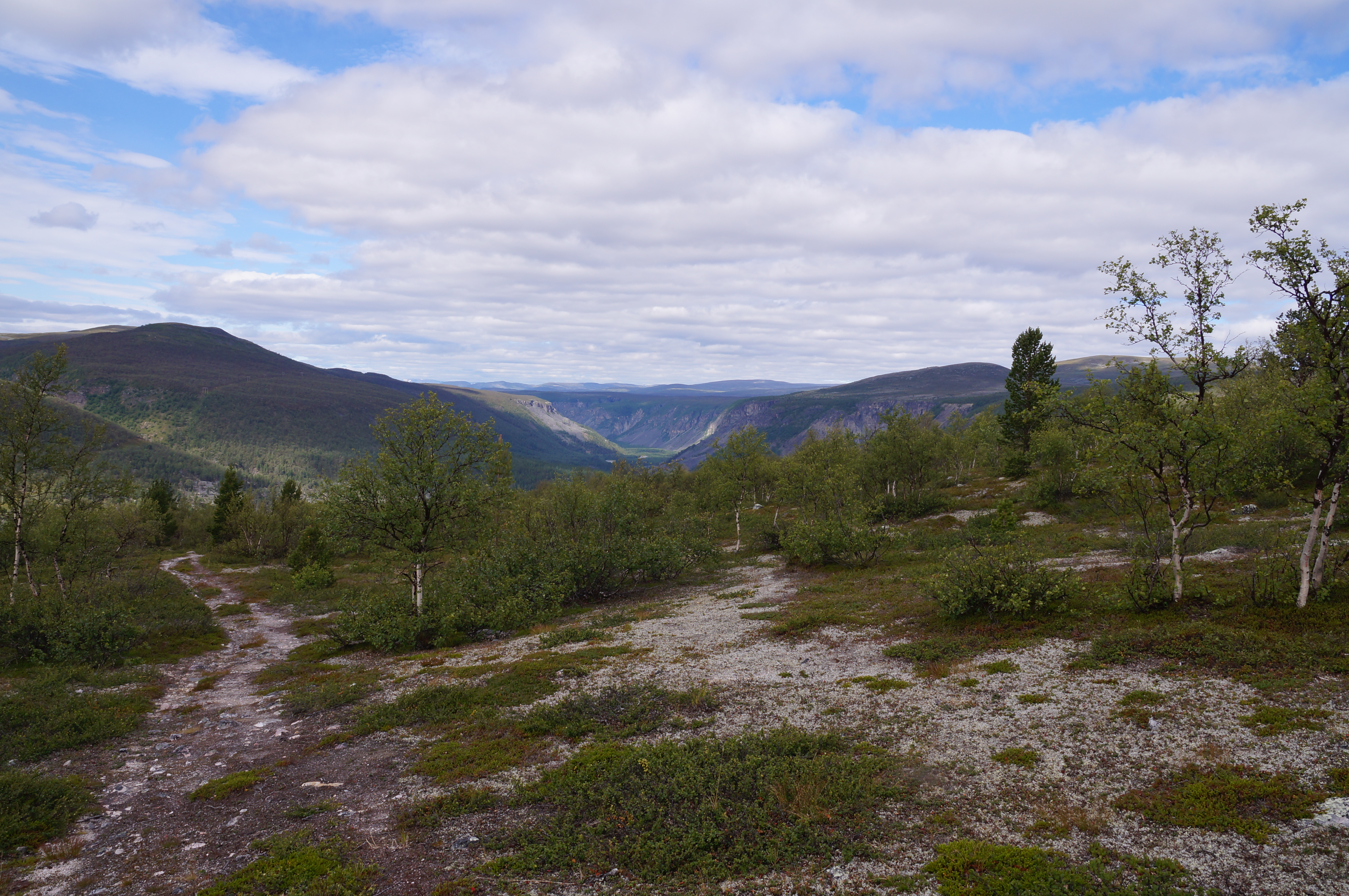
Blick in den oberen Bereich des Reisadalen